# Kosterskoele
Openluchttheater de Kösterskoele is een openluchttheater in Markelo in de Overijsselse gemeente Hof van Twente.
Het theater werd op 19 juli 1961 officieel in gebruik genomen. Het theater is ruim van opzet en biedt aan ruim 700 personen plaats. De eerste opvoering in het openluchttheater was op 22 juli 1961. In augustus 1961 werd de eerste boerenbruiloft opgevoerd, in het speciaal voor deze gelegenheid gebouwde openluchttheater. Ruim 25 jaar lang was de opvoering van de Markelose boerenbruiloft anno 1830 een overweldigend succes. Halverwege de jaren tachtig liep de belangstelling voor de boerenbruiloft terug en zocht het theater naar een andere invulling. Die werd gevonden in een jaarlijks openluchtspel die tot op de dag van vandaag nog worden opgevoerd in het theater.
Van 1967 t/m 1975 werd op Hemelvaartsdag jaarlijks een popfestival georganiseerd met gemiddeld zo'n 2000 bezoekers. Er traden bekende groepen op, zoals de Tee Set, Shocking Blue, The Shoes, Moan, Kayak en Cuby and the Blizzards. Het was in 1967 het eerste openluchtpopfestival in Nederland.